# Hyle
Hyle (altgriechisch ὕλη hýlē, deutsch ‚Holz‘ im Sinne von ‚Rohstoff‘, ‚Stoff, Materie‘) taucht als philosophischer Begriff unter anderem im Kontext der aristotelischen Physik und Metaphysik auf, wo es innerhalb des Begriffspaares Form und Stoff verwendet wird. Hyle ist dort das erste Zugrundeliegende bar aller Bestimmung, die formbare Materie, das Material, der Urstoff, der durch die technē, d. h. die menschliche Arbeit, eine bestimmte Gestalt annimmt. Im früheren Wortgebrauch Homers bezeichnet der altgriechische Ausdruck Holz, Gehölz oder Wald.
Das Adjektiv hyletisch („stofflich, materiell“) wird z. B. in der Phänomenologie zur Beschreibung von grundlegenden Eigenschaften eines Begriffes verwendet.